# Igor Wjatscheslawowitsch Tschetwerikow
Igor Wjatscheslawowitsch Tschetwerikow (russisch Игорь Вячеславович Четвериков, wiss. Transliteration Igor Vjačeslavovič Četverikov; * 25. Januar 1904 in Kusnezk; † 1987) war ein sowjetischer Flugzeugkonstrukteur.

## Leben
Tschetwerikow arbeitete seit 1928 in der OMOS-Gruppe des ZKB (Zentrales Konstruktionsbüro) als Nachfolger von Dmitri Grigorowitsch an Flugbootprojekten, ab Frühjahr 1929 unter Paul Richard an dem Torpedoflugzeugprojekt TOM-1. Er ging 1931 in das Zentrale Entwicklungsbüro für Seeflugzeuge. 1933 wechselte er zur Abteilung OSGA, die für das Institut für Zivilluftfahrt (NII GWF) Seeflugzeuge und Gleitboote projektierte. Im Frühjahr 1934 ging er nach Sewastopol und arbeitete intensiv an der Entwicklung von Flugbooten. Dort wurde der von ihm konstruierte Prototyp eines zerlegbaren Kleinflugbootes unter der Bezeichnung SPL (Samoljot dlja Podwodnoi Lodki, Flugzeug für Unterseeboote) getestet. Es sollte von U-Booten mitgeführt und gegebenenfalls für Aufklärungsflüge genutzt werden. Das Programm wurde jedoch gestoppt. Zeitgleich entstand für die GLAWSEW MORPUT (Hauptverwaltung Nördlicher Seeweg) das Flugboot ARK-3, das aber ebenfalls abgelehnt wurde.
1940 übernahm er das OKB z-da 30 von Wassili Nikitin, das jedoch bald aufgrund der Kriegsereignisse geräumt werden musste.
Nach dem Zweiten Weltkrieg wurde die Entwicklung von zivilen Flugbooten mit der TA-1 noch einige Zeit weiterbetrieben. Im Januar 1946 wurde das Entwicklungsbüro OKB-31 na z-de 18 von Alexander Moskalew aufgelöst und dem OKB z-da 458 in der Nähe des heutigen Dubna von Tschetwerikow zugeschlagen. Aber als sich das Ende der Flugbootära abzeichnete wurde das Entwicklungsbüro Ende 1948 geschlossen, nachdem man sich dort zum Schluss noch mit dem Bau von katapultfähigen Bordflugzeugen nebst der dazugehörigen Startvorrichtungen beschäftigt hatte. Tschetwerikow ging nach Leningrad an die Ingenieursakademie der Luftstreitkräfte und erhielt dort  1951 die Doktorwürde.
Bekannteste Typen waren die Tschetwerikow MDR-3 von 1931, die von Tupolew zur ANT-27 weiterentwickelt wurde sowie die 1940 entwickelte Tschetwerikow MDR-6, die sich gegen die Berijew MDR-5 behaupten konnte.